# 布雷勒
布雷勒（法語：Bresles，法語發音：[bʁɛl]）是法国瓦兹省的一个市镇，属于博韦区。

## 地理
布雷勒（49°24'37"N, 2°15'3"E）面积20.99 平方千米，位于法国上法蘭西大區瓦兹省，该省份为法国北部内陆省份，北起索姆省，西接厄尔省和滨海塞纳省，南至塞纳-马恩省和瓦兹河谷省，东临埃纳省。
与布雷勒接壤的市镇（或旧市镇、城区）包括：泰兰河畔巴约勒、勒费圣康坦、埃尔姆、拉韦尔西讷、埃地区拉纳维尔、雷梅朗格勒、罗希孔代、拉吕圣皮埃尔。

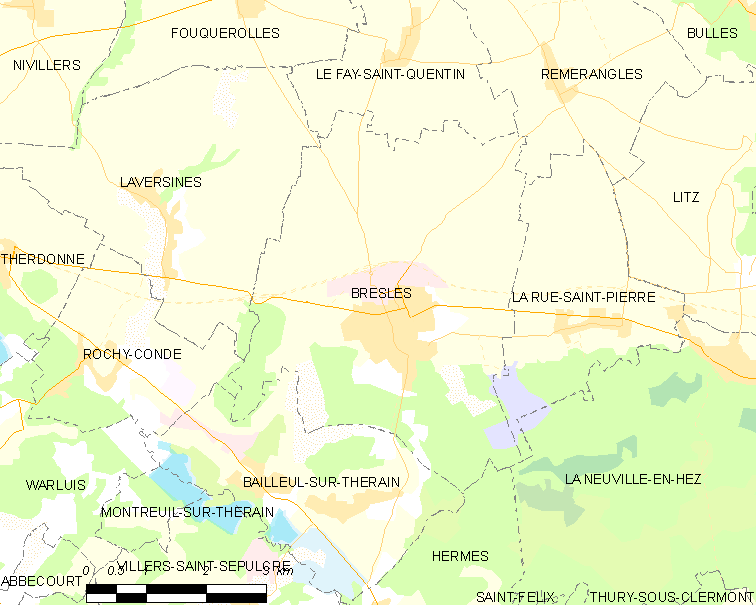
布雷勒的OSM定位图

布雷勒的时区为UTC+01:00、UTC+02:00（夏令时）。

## 行政
布雷勒的邮政编码为60510，INSEE市镇编码为60103。

## 政治
布雷勒所属的省级选区为穆伊县。

## 人口

1962-2008年间布雷勒人口变化图示

布雷勒于2022年1月1日时的人口数量为4032人。